# Жак Анкетил
Жак Анкетил (на френски: Jacques Anquetil) е френски професионален колоездач и първият спечелил Обиколката на Франция пет пъти.
Преди Тур дьо Франс през 1961 г. той заявява, че един ден ще облече жълтата фланелка и ще я носи през целия Тур – тежка задача срещу двама от предишните победители, Шарли Гол и Федерико Баамонтес, но той я изпълнява. Неговите победи в многоетапни състезания като Тур дьо Франс са постигнати благодарение на изключителна способност за самостоятелно каране по часовник, което му докарва и прякора Господин Хроно.

## Ранен живот
Анкетил е роден на 8 януари 1934 г., син на строител в Мон Сен Енян, в хълмовете над Руан в Нормандия. Живее с родителите си, Ернест и Мари, и брат си Филип, като по-късно се местят в Боа Гийом в двуетажна къща.
През 1941 г. баща му отказва договори за работа на военни съоръжения на немските окупатори и остава без работа. Другите членове на семейството работят в земеделието с ягоди и бащата ги последва, като семейството се мести близо до Кенкампоа. Анкетил получава първото си колело, когато е на 4 години и два пъти дневно изминава километър и половин до селото и обратно.
Анкетил изучава металообработване (струговане) в техническия колеж в Сотвил ле Руан, предградие на града, където играе билярд с приятел на име Морис Дюлоа. Неговият приятел влиза в колоездачния клуб AC Sottevillais и започва да се състезава. Анкетил съобщава: „Бях впечатлен от начина, по който момичетата ги привличаше Дюлоа, когато той влезе в клуба, за да се състезава... така че, захвърлих първия си избор, бягането, и също се присъединих към клуба“. Взема първият си състезателен лиценз на 2 декември 1950 г. Той остава член на клуба до края на живота си.
Анкетил завършва квалификациите си по леко инженерство и започва работа за 50 стари франка на ден във фабрика в Сотвил. Напуска след 26 дни, след като се скарва с началника си относно свободното време за трениране. AC Sottevillais, основан през 1895 г., се управлява от търговец на велосипеди, Андре Буше. В клуба членуват и други успешни колоездачи.
Буше тренира групата си от велосипед, а след това от моторизиран такъв. Анкетил жъне бърз прогрес като печели 16 пъти като аматьор. Първата му победа е При Морис Латур в Руан на 3 май 1951 г. През 1952 г. печели При дьо Франс и Тур дьо ла Манш, както и националното първенство по шосейно колоездене в същата година.

## Гранд при на нациите
Анкетил се състезава във Френския отбор при бягането по часовник на 100 km в Летните олимпийски игри в Хелзинки през 1952 г. и спечелва бронзов медал. Впечатлен от прогреса на протежето си, Андре Буше изпраща плик на местния представител на колоездачната компания La Perle и го моли да го даде на отборния мениджър, бившия колоездач Франсис Пелисие.
Пелисие извиква Анкетил, който е изненадан и поласкан, и му предлага 30 000 стари франка месечно, за да се състезава за La Perle като независим или полу-професионалист. Анкетил приема и веднага си купува кола, Renault Frégate, с която катастрофира два пъти в следващите 12 месеца.
Пелисие иска Анкетил за Гран при на нациите през 1953 г., състезание, започнато от вестника Paris-Soir, което след 1932 г. се издига до статут на неофициално световно първенство по бягане по часовник. Провежда се на 142-километров маршрут през Версай, Рамбуийе, Молет, Сан Реми ле Шевроз и обратно до Версай.
Анкетил знае, че един от съперниците му е англичанинът Кен Джой, който чупи рекорди във Великобритания, но е неизвестен във Франция. Той се състезава с друг англичанин, Боб Мейтланд. Голямата част от часовникарските среди в Обединеното кралство смята, че британските часовникари са също толкова добри, ако не и по-добри, от техните континентални съперници. Крайният резултат води разочарование у британците, които гледат на състезанието като пълен провал, след като и двамата англичани завършват 20 минути след Анкетил. Допълнително сол в раната добавя фактът, че състезанието е спечелено от незнаен дотогава, къдрав младеж от Нормандия.
Въпреки че Джой потегля 16 минути по-рано, Анкетил го настига и осъзнава, че ще спечели състезанието. На 19 години Анкетил става неофициален световен шампион в бягането по часовник.
Победата се харесва на Пелисие, но не го убеждава. На следващата година той кара отборната си кола не зад Анкетил, а зад швейцарската звезда Хуго Коблет. На Анкетил не му харесва това. Когато побеждава Коблет, той изпраща букета на първенеца на жената на Пелисие с „най-добри симпатии“.
Анкетил се състезава в Гран при на нациите общо девет пъти, без да бъде победен.

## Часов рекорд
на 22 септември 1954 г. Анкетил започва двугодишна задължителна служба в армията, присъединявайки се към казармата Ришпанс дьо Руан като картечат на 406-и артилерийски полк. Армията му предоставя няколко големи услуги, но има и изключение:
| „ | През юни 1956 г. моите шефове ми дадоха заповед по мой вкус, най-странната, която е била давана на картечар. Тя е да се счупи световния часов рекорд. Аз знаех какво означава това – да се щурмува истинска крепост. В продължение на 14 години, от 7 ноември 1942 г., когато Фаусто Копи поставя италианския флаг на нея, тя обезкуражава всички нападатели. Една цифра обобщава трудността на начинанието: 45,848 km. | “ |

Ако счупи рекорда, армията се съгласява, че ще даде половината награда на армията, а останалото на майка на войник, Андре Дюфур, който е убит при Палестро в Алжир. Шансовете да го счупи са малки, не само защото рекордът на Копи устоява на Герит Шулте и Луизон Бобе, но защото и самият Анкетил на 23 ноември 1955 г., когато започва много бързо, завършва 696 m преди Копи. Вторият му опит също се проваля, след като започва много силно. След 54 минути и 36 секунди помощниците му му казват да спре след 41,326 km. Краката му отказват, когато слиза от велосипеда, и се налага да го занесат до стол. Италианската тълпа скандира името на Копи.
На следващия ден получава поздравителна телеграма за доброто си представяне, уведомяваща го, че капитанът му ще пристигне на следващия ден с инструкции.
В 7:30 часа вечерта на 29 юни 1956 г., карайки по-лек велосипед, направен за три дни по подобие на този на Копи, Анкетил се опитва отново и накрая успява да счупи рекорда, изминавайки 46,159 km. Копи е първият професионален колоездач, който дава автографа си на Анкетил. Когато Анкетил отива в Италия, за да посрещне Копи, поради неизвестни причини, е облечен като просто селско момче, вместо в лъскавите си дрехи, както обикновено.
През 1967 г., 11 години по-късно, Анкетил още веднъж чупи рекорда, този път с 47,493 km, но рекордът е отменен, тъй като той отказва да приеме нововъведен допинг тест след състезанието. Той се противопоставя на това, което определя като унижение, да уринира в палатка пред претъпкан велодрум и казва, че би приел теста по-късно в хотела си. Международният съдия не харесва идеята и следват сблъсъци, включващи мениджъра на Анкетил, Рафаел Жеминиани.

## Обиколка на Франция
През 1957 г. Анкетил се състезава и печели първата си Обиколка на Франция (Тур дьо Франс). Включването му в националния отбор (в Тура все още се състезават национални, а не комерсиални отбори) е определено от френския говорител Жан-Пол Оливие като „щипцова операция“. Луизон Бобе и Рафаел Жемиани искат да водят в Обиколката на Франция и нямат желание за Анкетил. Но Луизон, изморен от нервната си битка по време на Обиколката на Италия, където използва всичката си енергия да защити розовата си фланелка срещу италианската омраза, обявява на адриатическия бряг: „Не съм готов психически да участвам в Обиколката на Франция. Аз съм на 32 години в младежки свят.“
Анкетил разпознава алюзията и приема поканата да се състезава. Той завършва с почти 15 минути преднина, след като печели 4 индивидуални етапа + отборния етап.
През 1959 г. Анкетил е освиркан, когато завършва Тура на Парк де Пренс, тъй като наблюдаващите смятат, че той и другите скалъпват победа за италианеца Федерико Баамонтес, вместо за французина Анри Англад. Френският отбор е дебалансиран от вътрешни борби. Англад, чиято началническа природа му печели прозвището Наполеон, е представян от агента Рожер Пиел, докато другите са представяни от Даниел Дусе. Двамата мъже контролират всички състезания във Франция. Дусе скоро съумява, че неговите велосипедисти трябва или да бият Баамонтес, или да се увери, че Англад няма да спечели. Тъй като не могат да победят Англад, те оставят Баамонтес да спечели, тъй като Баамонтес, който е слаб на равен терен и малки обиколки, няма да е заплаха за критерийните такси след Тура, които съставляват по-голямата част от печалбите на колоездачите и агентите.
Анкетил е осмиван и показва хладината си към реакцията на обществото като си купува лодка, която наименува „Свирките на 59-а“, и посочва, че той е професионалист и следователно неговият основен интерес са парите. Това отношение се приема от останалите колоездачи, но го прави труден за харесване за феновете.
През 1960 г. страни от Обиколката на Франция, но се завръща през 1961 г. и печели състезанието до 1964 г. Той спечелва в Тур дьо Франс през 1962 г. със скорост, останала неподобрена едва до Тур дьо Франс през 1981 г. Той е първият колоездач, спечелил състезанието четири поредни пъти, чупейки трикратните рекорди на Филип Тис и Луизон Бобе. Той става и първия, спечелил го пет пъти общо, подвиг по-късно повторен от Еди Меркс, Бернар Ино и Мигел Индураин.
На Тур дьо Франс през 1963 г. Анкетил симулира техническа неизправност на върха на планината, така че неговия отборен директор да му даде велосипед, който е по-подходящ за спускането. Планът проработва, Анкетил изпреварва Баамонтес при спускането и спечелва етапа, поемайки лидерството в генералното класиране.
Последната му победа в Тура (през 1964 г.) е и най-известната му, включваща дуел лакът до лакът с фаворита на публиката Ремон Пулидор на пътя към планината Пюи дьо Дом на 12 юли. Страдащ от стомашно разстройство след деня за почивка, Анкетил получава лечение от отборния си директор под формата на глътка шампанско – история, за която жената на Анкетил твърди, че е невярна.
Организаторът на Обиколката, Жак Годе, е зад двойката, когато тя завива встрани от главния път и се заизкачва покрай многобройната тълпа. Според Годе, Анкетил е на ръба на силите си и блъфира и хитрува, за да спечели последния си Тур. Анкетил кара от вътрешната страна на планинската стена, докато Пулидор заема външния ръб до пропастта. Накрая, Анкетил се пречупва след битка на воля и крака, която е толкова интензивна, че понякога си удрят лактите един в друг. Анкетил пребледнява и, според някои, е само в полу-съзнание. Мениджърът на Анкетил, Рафаел Жеминиани, сравнява главата на Анкетил с компютър, който започва да работи: след 500 метра, Пулидор няма да получи своите 56 секунди. Почти припаднал, Анкетил се свлича след финалната линия, за да разбере, че е успял да бие времето на Пулидор. Според Жеминиани, Пулидор е деморализиран от съпротивата на Анкетил и психическата му сила. Той е разполагал с поне 3 възможности да мине Анкетил, но така и не го прави. Пулидор печели време в етапа, но когато пристигат в Париж, Анкетил все още разполага с 55-секундна преднина и печели последната си Обиколка на Франция.
Анкетил печели всичките три Гранд тура и става първият колоездач, който постига това. Печели два пъти Обиколката на Италия (1960, 1964) и веднъж Обиколката на Испания (1963). Печели и Предизвикателството Перно четири пъти (1961, 1963, 1965, 1966) – рекорд, подобрен само от Еди Меркс.
Анкетил побеждава Пулидор в Тур дьо Франс, но въпреки това Пулидор става по-популярният от двамата след състезанието. Разделението между феновете им става по-рязко.

## Дофине и Бордо-Париж
През 1965 г. Анкетил спечелва осем-дневното Критериум дю Дофине в 3 часа следобед, преминава през 2 часа интервюта, взема полет от 6:30 часа до Бордо и печели най-дългата еднодневна класика, Бордо-Париж, на следващия ден. Състезанието започва през нощта и продължава до сутринта.
Рафаел Жеминиани споменава в автобиографията си, че Анкетил е недоволен от това, че съперникът му, Пулидор, винаги е по-топло приветстван, макар никога да не е печелил Обиколката на Франция. През 1965 г., когато Пулидор получава повече уважение за това, че пада от Анкетил в предната година, отколкото Анкетил получава, когато печели целия Тур, Жеминиани го убеждава да се състезава в Критериум дю Дофине и Бордо-Париж. Целта е да се сложи край на всеки аргумент за това кой е по-добрия атлет.
След този подвиг, Анкетил получава най-големите овации в кариерата си, със сигурност по-големи от тези след която и да е негова победа на Тур дьо Франс.

## Трофео Бараки
Най-унижаващото състезание за Анкетил е Трофео Бараки в Италия през 1962 г., когато е подкрепян от своя партньор, Руди Алтиг, и е толкова изморен, че се удря в стълб, преди да достигне финалното трасе. Трофео бараки е 111-километрово състезание за екипи от двама. Анкетил, най-добрият часовникар на света, и Алтиг, силен спринтьор, са фаворити. Но нещата се объркват. В този тип състезание съотборниците трябва да се редуват на предната позиция сравнително бързо. След като Алтиг се застоява прекалено дълго на предна позиция, Анкетил губи контакт и се образува пролука от три дължини между двамата. Алтиг се движи със скорост 48 km/h отпред в продължение на 15 минути. Когато Анкетил изостава, той намалява скоростта си, изчаква го, избутва го силно в гърба, след което заема отново предна позиция с 48 km/h. Алтиг прави това няколко пъти.
Преди финалната права на велодрума, Анкетил подминава отбивката и продължава напред, удряйки се в стълб. Въпреки това, двойката печели с 9 секунди преднина.

## Други състезания
Анкетил не е успешен при еднодневните класики, но към края на кариерата си печели:
- Гент-Вевелгем (1964)
- Лиеж-Бастон-Лиеж (1966)

Финишира в първата 10-ка на Световните първенства общо шест пъти, но най-близко до шарената фланелка стига през 1966 г. с второ място.

## Начин на колоездене
Анкетил е плавен колоездач с уравновесен стил. Ръцете и краката му са по-разперени от нормалното за времето след Втората световна война, когато пътищата са разбити. Пръстите на краката сочат надолу. Използва висока предавка. Плавната му сила диктува целия му подход към спорта и затруднява съперниците му да поддържат темпо.

## Рафаел Жеминиани
Като колоездач, Рафаел Жеминиани е съперник на Анкетил. Като негов мениджър обаче, Жеминиани е голямо предимство за Анкетил. Той приема политика да убеждава Анкетил в нуждата да печели повече състезания, тъй като е способен да го направи. Анкетил има силен характер, но този на Жеминиани е още по-силен.
Като партньори, те печелят четири пъти Тур дьо Франс, два пъти Джиро д'Италия, Критериум дю Дофине и Бордо-Париж. Жеминиани окуражава Анкетил, когато публиката го освирква за това, че е студен, хитрец и аматьор и когато организаторите на Обиколката на Франция скъсяват бягането по часовник, за да го накарат да загуби (Анкетил е доминиращият часовникар по това време).

## Личен живот
Анкетил се интересува от астрономия и има удоволствието да срещне с космонавта Юри Гагарин. Рационалната страна на характера му контрастира със суеверието му. По време на Тур дьо Франс през 1964 г., врачка предсказва във вестника France-Soir, че Анкетил ще почине на или около 13-ия ден на състезанието. Жена му, Жанин, знаейки за суеверието на Жак, скрива вестника, но той го намира, защото започва да получава изрезки в неподписани писма.
Сместа от страха на Анкетил и удоволствието му да живее на мига, предизвикват много снимки във вестниците на голямото угощение и виното на Анкетил от въпросния 13-и ден, който е ден за почивка в състезанието. Той става известен с това, че купонясва, не спи и играе карти по време на състезания, което е свидетелствано и от британския колоездач Винсънт Денсън.
Анкетил се жени за Жанин Боеда на 22 декември 1958 г. Първоначално тя е омъжена за доктора на Анкетил. Докторът, съзрял съперник, изпраща жена си да живее при приятели. Анкетил я посещава, дегизиран като водопроводчик и я завежда в Париж, за да и купи дрехи.
Те нямат деца заедно, но Жанин вече има две деца от предния си брак. Жанин не успява да роди деца два пъти и Анкетил се ядосва през 1970 г., че няма да бъде баща. Двойката започва да мисли за опцията със сурогатна майка, преди Жанин да предложи идеята нейната собствена дъщера, Ани, да износи детето на доведения ѝ съпруг. Ани, която е на 18 години по това време, също е влюбена в Жак и се съгласява на тази мисия.
Анкетил, жена му и дъщеря ѝ започват менаж а троа (тройна романтична връзка). Ани напуска къщата, след като ражда дъщеря си, Софи. За да запълни празнината, майка ѝ, Жанин кани сина си, Алан, и жена му, Доминик. Анкетил скоро започва връзка и с Доминик, за да накара Ани да ревнува. Доминик се грижи за детето на Анкетил, но Ани все още не желае да се върне. След това Жанин и Анкетил се развеждат.
Анкетил е наречен шампион на шампионите от L'Équipe през 1963 г. Също така е носител на Орден „За заслуга“ от 1965 г. и кавалер на Почетния легион от 1966 г.

## Допинг
Анкетил заема откровена и противоречива позиция по използването на вещества, подобряващи представянето. Той никога не е крил, че приема такива и в дебат с министър по френската телевизия казва, че само глупак може да се представи, че е възможно да се измине Бордо-Париж само на вода. Той и другите колоездачи трябва да преминават през студа и горещината, в дъжда и планините и имат правото да се гощават с каквото желаят. След това добавя: „Оставете ме на мира, всеки взема допинг“. Внушена е приемственост на допинга чак до върха на държавата: президентът Шарл дьо Гол казва по повод на Анкетил: „Допинг? Какъв допинг? Той накара ли ги или не ги кара да пуснат Марсилезата в чужбина?“.
След като печели Лиеж-Бастон-Лиеж през 1966 г., служител на име Колар му казва, че след като се преоблече ще има допинг тест. Анкетил отговаря: „Твърде късно. Ако можеш да го събереш от сапунената вода ей там, давай. Аз съм човешко същество, а не фонтан.“. Колар му съобщава, че ще се върне след половин час, на което Анкетил отговаря, че тогава вече ще е на вечеря на 140 km. След два дни Белгийската колоездачна федерация дисквалифицира Анкетил и го глобява. Анкетил отговаря, наричайки тестовете с урина „заплаха за индивидуалната свобода“ и замесва адвокат. Белгийците се оттеглят и Анкетил печели делото.
Според Анкетил, професионалните колоездачи са също работници и имат правото да третират болките си. Но този аргумент намира малко поддръжка, докато все повече колоездачи умират или страдат от здравословни проблеми покрай инциденти с допинг, сред които и смъртта на британеца Том Симпсън по време на Обиколката на Франция през 1967 г.
Все пак, сред колоездачната общност има голяма подкрепа за аргумента на Анкетил, че ако трябва да има правила и тестове, то тестовете трябва да бъдат провеждани последователно и с достойнство. Той казва, че е професионално достйноство, правото на шамптиона да не се унижава пред публиката си, което води до отказът му да вземе тест по средата на писта Вигорели, след като чупи световния часов рекорд.
Непризнатото време на Анкетил така или иначе е победено от белгиеца Фердинанд Браке. Анкетил е обиден на това, че френското правителство така и не му изпраща поздравителна телеграма, но изпраща такава на Браке, който дори не е французин.

## Пенсиониране и смърт
Анкетил кара в последното си състезание не във Франция, а в Антверп, Белгия на 27 декември 1969 г. Според L'Équipe, това е срещнато с безразличие от медиите. След това се оттегля, за да се занимава със земеделие в Ла Ньовил Шан д'Оазел, на 17 km от Руан.
По-късно работи като състезателен директор за Париж-Ница и за Обиколката на Средиземноморието, както и като спортивен директор за френски отбори на световни първенства. Неговите радио анализи са считат са изключително точни и така получава лоша слава в Белгия, след като казва на испанеца Луис Оканя, живеещ във Франция, как да победи белгийската звезда Еди Меркс по време на Обиколката на Франция. След оттеглянето си кара велосипед само три пъти, твърдейки, че вече е карал достатъчно.
На 18 ноември 1987 г. Жак Анкетил умира от рак на стомаха в съня си в болница в Руан. Той е приет там на 10 октомври. Анкетил е погребан близо до църквата в село Кенкампоа, северно от Руан. Най-накрая Анкетил започва да бъде уважаван като един от най-интелигентните колоездачи въобще, но когато умира през 1987 г., той все още представлява до голяма степен една от най-големите загадки на колоезденето.

## В популярната култура
Анкетил се появява в нарисувана форма в анимационния филм „Трио „Белвил“ (Les Triplettes de Belleville).
Френският филм „Невероятната съдба на Амели Пулен“ вероятно съдържа косвена връзка с Анкетил. Отдавна загубена кутия със сувенири, намерена от главната героиня, Амели, напомня на стар отчужден баща за времето, когато е аплодирал Федерико Баамонтес на Тур дьо Франс през 1959 г. (Анкетил, който му е съперник, завършва на трето място в това състезание). Амели по-късно е ухажвана от Нино Кенкампоа, който носи изключително рядката фамилия, съвпадаща с името на селото, където е погребан Анкетил.

## Кариерни постижения
Значими резултати:
1952
3-ти  Отборно шосейно състезание, Олимпийски игри
8-и Аматьорско шосейно състезание, Световно първенство по шосейно колоездене
1953
1-ви Гран при на нациите
1-ви Гран при на Лугано
2-ри Трофео Бараки (с Антонен Ролан)
1954
1-ви Гран при на нациите
1-ви Гран при на Лугано
2-ри Критериум дез А
2-ри Трофео Бараки (с Луизон Бобе)
5-и Шосейно състезание, Световно първенство по шосейно колоездене
7-и Генерално Париж-Ница
1-ви Етап 5
9-и Генерално Критериум Интернасионал
10-и Генерално Обиколка на Запада
1955
1-ви Гран при на нациите
2-ри Трофео Бараки (с Андре Даригад)
6-и Шосейно състезание, Световно първенство по шосейно колоездене
9-и Генерално Обиколка на Югоизтока
1-ви Етап 6
1956
1-ви Гран при на нациите
2-ри Индивидуална гонка, Световно първенство по колоездене на писта
8-и Генерално Критериум Интернасионал
9-и Генерално Гран при дю Миди Либр
1957
1-ви  Генерално Обиколка на Франция
1-ви Етапи 3a, 3b, 9, 15b и 20
5-и Класиране по точки
5-и Планинско класиране
1-ви  Генерално Париж-Ница
1-ви Етап 5a
1-ви Гран при на нациите
1-ви Шест дни Париж (с Андре Даригад и Фердинандо Теруци)
4-ти Трофео Бараки (с Андре Даригад)
6-и Шосейно състезание, Световно първенство по шосейно колоездене
7-и Генерално Критериум Интернасионал
1958
1-ви Генерално Четири дни Дюнкерк
1-ви Етап 4
1-ви Гран при на нациите
1-ви Гран при на Лугано
2-ри Трофео Бараки (с Андре Даригад)
10-и Генерално Париж-Ница
1-ви Етап 5a
10-и Милано-Сан Ремо
1959
1-ви Генерално Четири дни Дюнкерк
1-ви Етап 4
1-ви Критериум дез А
2-ри Генерално Обиколка на Италия
1-ви Етапи 2 и 19
1-ви Гран при на Лугано
3-ти Генерално Обиколка на Франция
3-ти Гент-Вевелгем
3-ти Трофео Бараки (с Андре Даригад)
5-и Генерално Критериум Интернасионал
9-и Шосейно състезание, Световно първенство по шосейно колоездене
1960
1-ви  Генерално Обиколка на Италия
1-ви Етапи 9b и 14
1-ви Критериум дез А
1-ви Гран при на Лугано
3-ти Генерално Критериум Интернасионал
8-и Париж-Рубе
8-и Генерално Обиколка на Романдия
1-ви Етап 4b
9-и Шосейно състезание, Световно първенство по шосейно колоездене
1961
1-ви  Генерално Обиколка на Франция
1-ви Етапи 1b и 19
1-ви  Генерално Париж-Ница
1-ви Етап 6a
1-ви Генерално Критериум Интернасионал
1-ви Гран при на нациите
1-ви Гран при на Лугано
1-ви Генерално Предизвикателство Перно
2-ри Генерално Обиколка на Италия
1-ви Етап 9
4-ти Критериум дез А
6-и Флеш Валон
10-и Генерално Обиколка на Романдия
1-ви Етап 2b
1962
1-ви  Генерално Обиколка на Франция
1-ви Етапи 8b и 20
6-и Класиране по точки Points classification
9-и Планинско класиране
1-ви Трофео бараки Trofeo Baracchi (с Руди Алтиг)
9-и Критериум дез А
1963
1-ви  Генерално Обиколка на Испания
1-ви Етап 1b
1-ви  Генерално Обиколка на Франция
1-ви Етапи 6b, 10, 17 и 19
2-ри Класиране по точки
5-и Планинско класиране
1-ви  Генерално Париж-Ница
1-ви Етап 6a
1-ви  Генерално Киретиум дю Дофине
1-ви Етап 6a
1-ви Генерално Критериум Интернасионал
1-ви Етап 3
1-ви Критериум дез А
1-ви Генерално Предизвикателство Перно
1-ви Трофео Бараки (с Ремон Пулидор)
1964
1-ви  Генерално Обиколка на Италия
1-ви Етап 5
1-ви  Генерално Обиколка на Франция
1-ви Етапи 9, 10b, 17 и 22b
6-и Класиране по точки
6-и Планинско класиране
1-ви Етап 1 Критериум Интернасионал
1-ви Гент-Вевелгем
3-ти Критериум дез А
3-ти Генерално Предизвикателство Перно
6-и Генерално Париж-Ница
1-ви Етап 3
7-и Шосейно състезание, Световно първенство по шосейно колоездене
1965
1-ви Трофео Бараки (с Жан Стаблевски)
1-ви  Генерално Париж-Ница
1-ви Бордо-Париж
1-ви  Генерално Киретиум дю Дофине
1-ви Етапи 3, 5 и 7b
1-ви Генерално Критериум Интернасионал
1-ви Етап 3
1-ви Гран при на нациите
1-ви Гран при на Лугано
1-ви Критериум дез А
1-ви Генерално Предизвикателство Перно
4-ти Генерално Обиколка на Сардиния
8-и Обиколка на Ломбардия
1966
1-ви  Генерално Париж-Ница
1-ви Етап 8
1-ви Лиеж-Бастон-Лиеж
1-ви Гран при на нациите
1-ви Генерално Предизвикателство Перно
2-ри  Шосейно състезание, Световно първенство по шосейно колоездене
2-ри Генерално Обиколка на Каталуния
1-ви Етап 6b
1-ви Генерално Обиколка на Сардиния
3-ти Генерално Обиколка на Италия
3-ти Гран при на Лугано
4-ти Обиколка на Ломбардия
1967
1-ви Генерално Обиколка на Каталуния
1-ви Етап 7b
1-ви Генерално Критериум Интернасионал
2-ри Трофео бараки (с Бернар Гио)
2-ри Критериум дез А
3-ти Генерално Обиколка на Италия
7-и Генерално Генерално Обиколка на Сардиния
1968
1-ви Трофео Бараки (с Феличе Джимонди)
4-ти Лиеж-Бастон-Лиеж
5-и Критериум дез А
10-и Генерално Париж-Ница
1969
1-ви Генерално Обиколка на Страната на баските
3-ти Генерално Париж-Ница
4-ти Генерално Киретиум дю Дофине
Генерално класиране на Гранд тур:
|                     | 1957 | 1958 | 1959 | 1960 | 1961 | 1962 | 1963 | 1964 | 1965 | 1966 | 1967 |
| Обиколка на Италия  | –    | –    | 2    | 1    | 2    | –    | –    | 1    | –    | 3    | 3    |
| Обиколка на Франция | 1    | DNF  | 3    | –    | 1    | 1    | 1    | 1    | –    | DNF  | –    |
| Обиколка на Испания | –    | –    | –    | –    | –    | DNF  | 1    | –    | –    | –    | –    |

| —   | Не участва  |
| DNF | Не финишира |